# Hae-anseon
Hae-anseon (hangŭl: 해안선), noto anche con il titolo internazionale The Coast Guard (La guardia costiera), è un film del 2002 diretto da Kim Ki-duk.

## Trama
Kang Sang-byeong è un membro della guardia costiera sud-coreana, desideroso di sparare a una spia nord-coreana. Una notte spara e uccide un civile sud-coreano finito in una zona vietata per copulare con la sua ragazza. Sia Kang che la ragazza del civile morto hanno un esaurimento nervoso. La donna crede che i membri della guardia costiera siano il suo amante deceduto, e si presta a rapporti sessuali con loro. Anche se viene elogiato dopo la sparatoria, Kang viene congedato per infermità mentale dalla guardia costiera. Ma ritorna per uccidere altri membri della sua truppa. Alla fine è a Seul e uccide casualmente con la baionetta persone della folla che lo guardano attonito.

## Riconoscimenti
- FIPRESCI: Kim Ki-duk
- Netpac Award: Kim Ki-duk
- Festival Internazionale del cinema di Karlovy Vary: Kim Ki-duk